# Муниципальное образование «Каха-Онгойское»
Муниципальное образование «Каха-Онгойское» — муниципальное образование со статусом сельского поселения в 
Осинском районе Иркутской области России. Административный центр — Хокта.

## Демография
По результатам Всероссийской переписи населения 2010 года 
численность населения муниципального образования составила 1282 человека, в том числе 658 мужчин и 624 женщины.

## Населенные пункты
В состав муниципального образования входят населенные пункты
- Хокта
- Мольта
- Онгой
- Северный
- Табатай[2]